# Josef Jakob
Josef Jakob (15. prosince 1903 Otnice – 21. června 1942 Kounicovy koleje) byl český pedagog a odbojář z období druhé světové války popravený nacisty.

## Život
Josef Jakob se narodil 15. prosince 1903 v Otnicích na Vyškovsku v rodině učitele a varhaníka Ignáce (či též Hynka) Jakoba a Marie, rozené Daňkové. Vychodil obecnou školu v Otnicích a měšťanskou školu v Brně. V roce 1929 úspěšně ukončil studium na učitelském ústavu rovněž v Brně. Pracoval jako pomocný učitel ve Velkých Němčicích, v období kolem roku 1934 přešel do Židlochovic, kde působil jako odborný učitel. Po německé okupaci v březnu 1939 vstoupil do protinacistického odboje v řadách Obrany národa. Za svou činnost byl 8. května 1942 zatčen gestapem a vězněn v brněnských Kounicových kolejích. Zde byl dne 21. června 1942 odsouzen stanným soudem k trestu smrti a týž den popraven zastřelením. Jeho tělo bylo o dva dny později zpopelněno v brněnském krematoriu. Jeho jméno je uvedeno na pomníku obětem světových válek na hřbitově v Židlochovicích. 

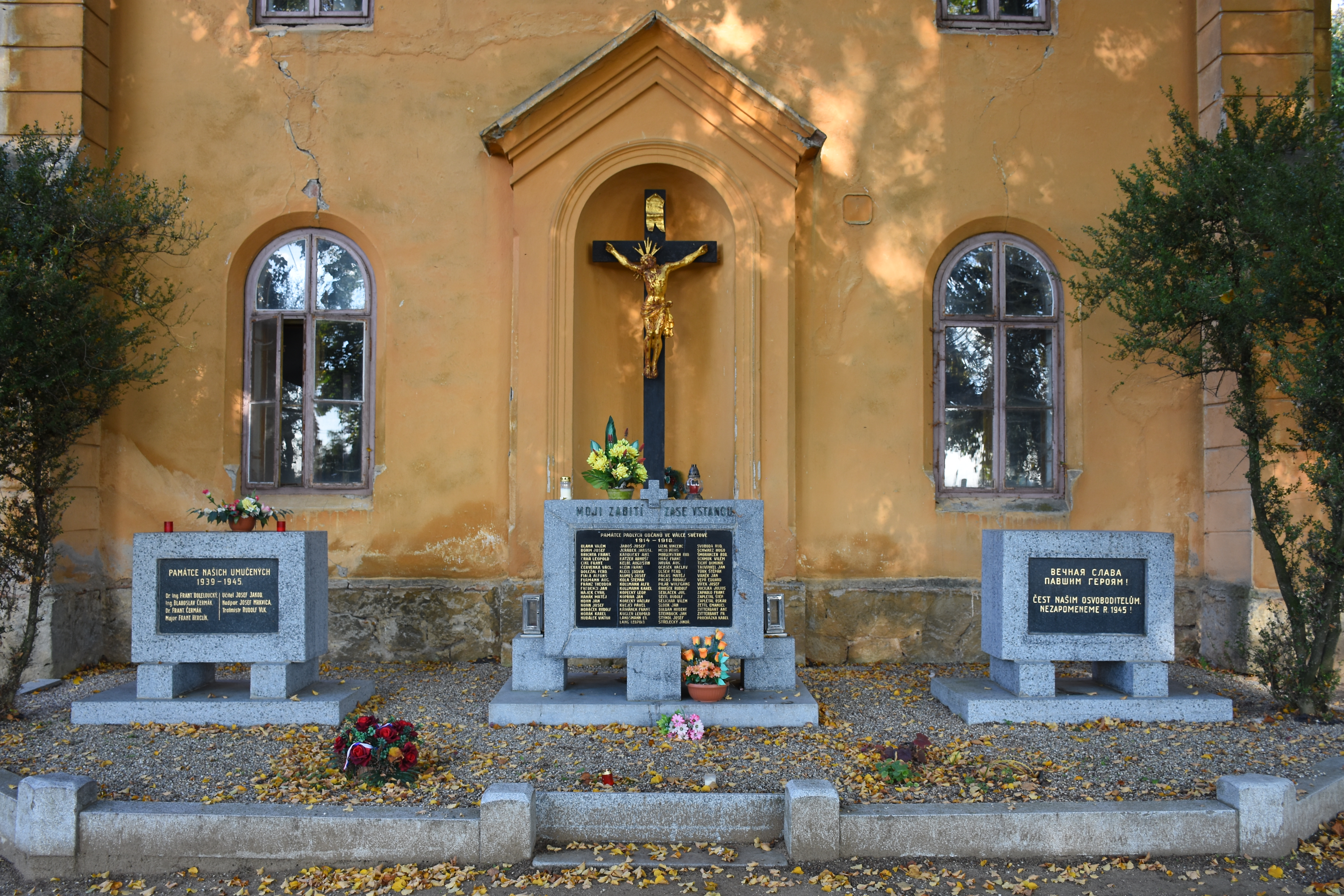
Památník obětem světových válek na hřbitově v Židlochovicích